# F-простір
У математиці, лінійний метричний простір {\displaystyle V} називають F-простором (простором типу F), якщо виконані наступні умови:
1. Множення на скаляр в {\displaystyle V} як відображення {\displaystyle (\alpha ,x)\to \alpha x}, де {\displaystyle x\in V}, а {\displaystyle \alpha \in \mathbb {R} } або {\displaystyle \alpha \in \mathbb {C} }, неперервно за метрикою {\displaystyle V} при фіксованому {\displaystyle \alpha } і стандартній метриці {\displaystyle \mathbb {R} } або {\displaystyle \mathbb {C} } при фіксованому {\displaystyle x}
2. Метрика {\displaystyle V} інваріантна щодо зсувів, тобто {\displaystyle \rho (x,y)=\rho (x-y,0)}.
3. Метричний простір {\displaystyle (V,\rho )} є повним.

Деякі автори називають ці простори просторами Фреше, але зазвичай під просторами Фреше розуміються локально опуклі F-простори.
Справедлива теорема: всякий F-простір є топологічним векторним простором.

## Приклади
- Усі Банахові простори і простори Фреше відносяться до F-просторів.
  - Зокрема, простори Lp при {\displaystyle 0<p\leq \infty } є F-просторами.